# Philonicus nigrosetosus
Philonicus nigrosetosus là một loài ruồi trong họ Asilidae. Philonicus nigrosetosus được Wulp miêu tả năm 1881. Loài này phân bố ở miền Ấn Độ - Mã Lai.